# Hyalea dividalis
Hyalea dividalis is een vlinder van de familie van de grasmotten (Crambidae), uit de onderfamilie van de Spilomelinae. De wetenschappelijke naam van deze soort is voor het eerst voorgesteld als Anania dividalis door Carl Geyer in een publicatie uit 1832.
De soort komt voor in Brazilië.